# Bollywood/Hollywood
Bollywood/Hollywood è un film del 2002 diretto da Deepa Mehta.